# ヴォー＝ル＝ヴィコント城

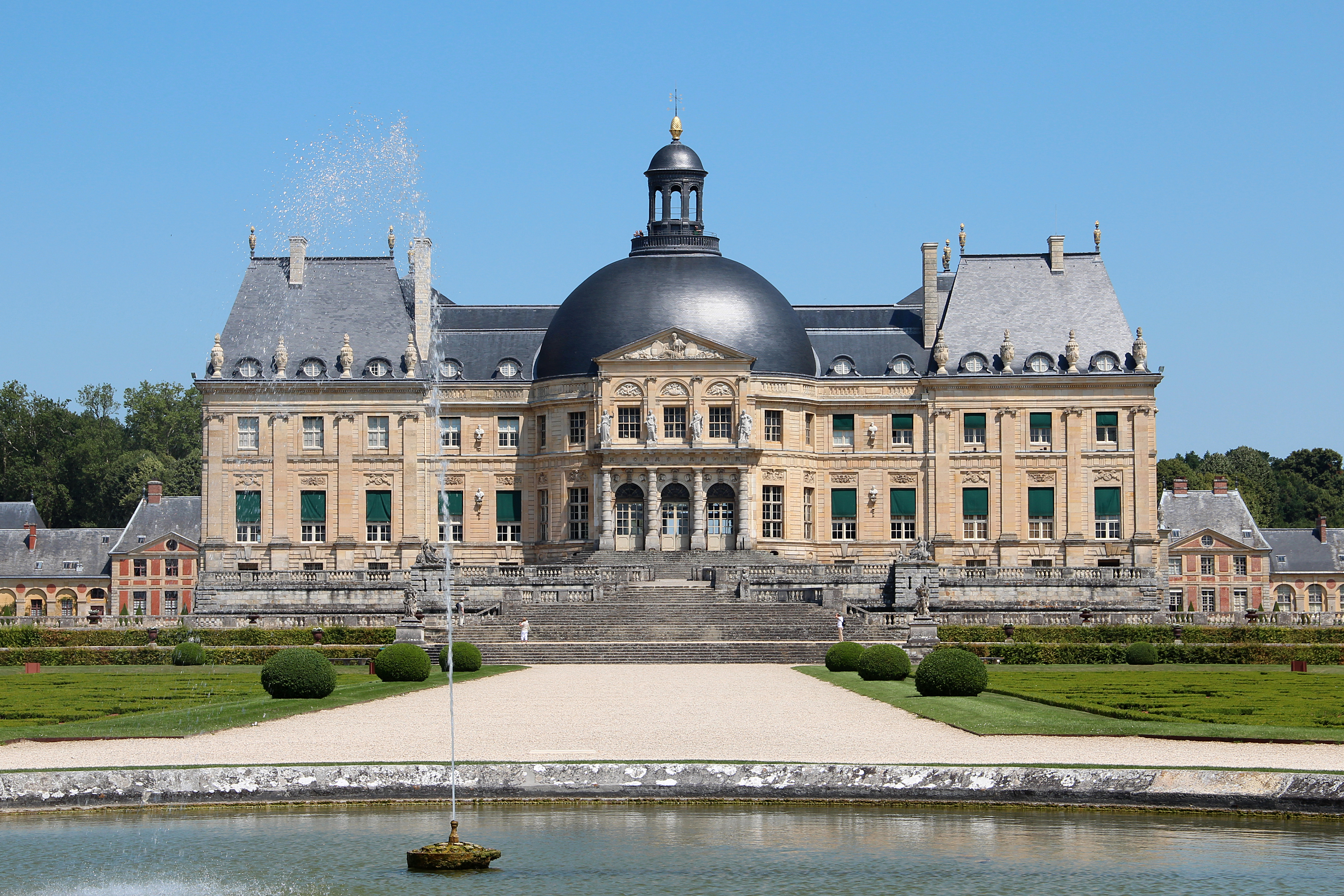
ヴォー＝ル＝ヴィコント城の正面

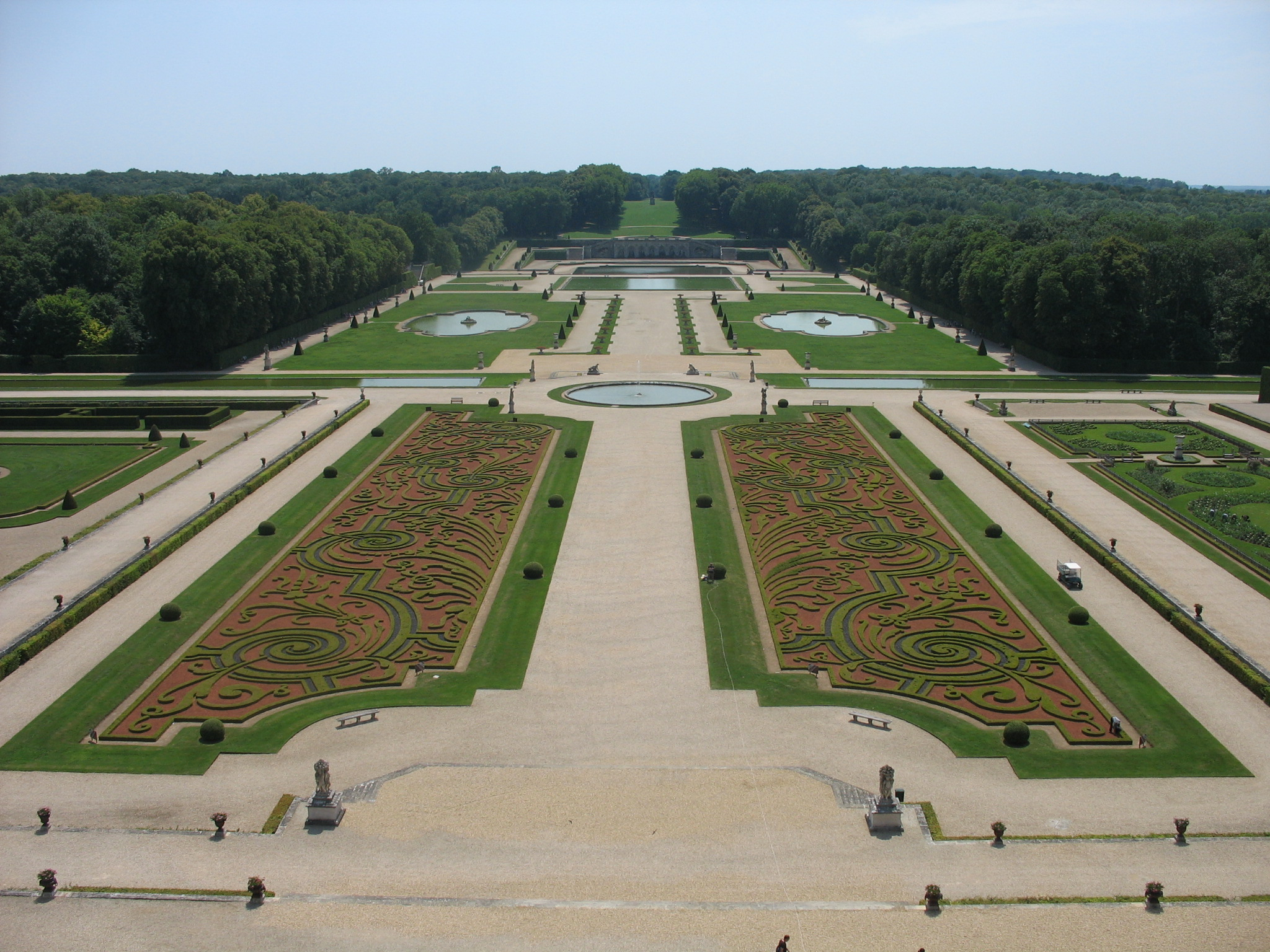
庭園

ヴォー＝ル＝ヴィコント城（フランス語: Château de Vaux-le-Vicomte）はフランスのセーヌ＝エ＝マルヌ県・マンシーにある17世紀のバロック様式の城。
ルイ14世の大蔵卿ニコラ・フーケ（Nicolas Fouquet）によって建てられた。フーケは当時最高の芸術家、すなわち建築家のル・ヴォー、画家のル・ブラン、造園家のル・ノートルを招いて建設にあたらせた。この城の成功はルイ14世の不興を買い、フーケは没落し、建設に当った芸術家はそのままルイ14世によってヴェルサイユ宮殿の建設に従事させられることになった。
その庭園はフランス・バロック庭園の初期の傑作といわれている。地形的変化に富み立体的な空間表現を主体としたイタリア式庭園とは異なり、寒冷高湿で平坦地形という自然条件を生かして、平らな見通し線を縦横に配したオープンな軸線構成が展開されている。モニュメンタルで長大な視界が、整形に刈り込んだ樹林の壁や大運河、噴水などの水の道によって補強されながら敷地の果てまで延び、さらに擁壁や階段、カスケードといった人工の高低差が加えられて、ドラマチックな造形を生んでいる。視覚的なトリックや寒色の使用による望遠効果を用いて軸線を一点に集中させ、その終点の山の頂の城館が立つような幻想をつくりだしている。ここで確立した手法によって、17世紀のフランス式庭園の展開の方向が定まったといえる。